# Associazione Calcio Novara 1974-1975
Questa voce raccoglie le informazioni riguardanti l'Associazione Calcio Novara nelle competizioni ufficiali della stagione 1974-1975.

## Stagione
Nella stagione 1974-1975 il Novara disputò il ventiseiesimo campionato di Serie B della sua storia.
Con 35 punti ha ottenuto il dodicesimo posto in campionato. Sono state promosse il Perugia, il Como ed il Verona. Sono retrocesse l'Alessandria, l'Arezzo ed il Parma.
Nella Coppa Italia il Novara disputa il girone 1 di qualificazione che è stato vinto dall'Inter con 8 punti davanti al Novara con 5 punti..

## Divise
Sul petto era riportato lo stemma di Novara.
| Casa | Trasferta | Terza divisa |

## Organigramma societario
Area direttiva
- Presidente: Santino Tarantola
- Direttore sportivo: Giuseppe Molina

Area sanitaria
- Medico sociale: Fortina
- Massaggiatore: Passerini

Area tecnica
- Allenatore: Gianni Seghedoni

## Rosa
| N. |                   | Ruolo | Calciatore          |
| -- | ----------------- | ----- | ------------------- |
|    | Italia (bandiera) | P     | Giorgio Nasuelli    |
|    | Italia (bandiera) | P     | Gian Nicola Pinotti |
|    | Italia (bandiera) | D     | Klaus Bachlechner   |
|    | Italia (bandiera) | D     | Eddo Carlet         |
|    | Italia (bandiera) | D     | Mariano Riva        |
|    | Italia (bandiera) | D     | Giovanni Udovicich  |
|    | Italia (bandiera) | D     | Antonio Veschetti   |
|    | Italia (bandiera) | D     | Alberto Vivian      |
|    | Italia (bandiera) | D     | Benito Zanutto      |
|    | Italia (bandiera) | C     | Gian Carlo Aliverti |
|    | Italia (bandiera) | C     | Franco Carrera      |
|    | Italia (bandiera) | C     | Tiziano Cavallari   |

| N. |                   | Ruolo | Calciatore       |
| -- | ----------------- | ----- | ---------------- |
|    | Italia (bandiera) | C     | Luigi Delneri    |
|    | Italia (bandiera) | C     | Sergio Ferrari   |
|    | Italia (bandiera) | C     | Gaetano Paolillo |
|    | Italia (bandiera) | C     | Orano Rolfo      |
|    | Italia (bandiera) | C     | Claudio Turella  |
|    | Italia (bandiera) | C     | Giordano Galli   |
|    | Italia (bandiera) | A     | Renato Gavinelli |
|    | Italia (bandiera) | A     | Gian Piero Ghio  |
|    | Italia (bandiera) | A     | Luigi Giannini   |
|    | Italia (bandiera) | A     | Corrado Nastasio |
|    | Italia (bandiera) | A     | Urano Navarrini  |

## Risultati

### Serie B

#### Girone di andata
| Arbitro: | Mascali (Desenzano del Garda) |

|                  |           |                  |
| Bonci 32’ (rig.) | Marcatori | 38’ (aut.) Volpi |

| Arbitro: | Menegali (Roma) |

|          |           |                   |
| Ghio 24’ | Marcatori | 80’ (aut.) Vivian |

| Arbitro: | Lanzetti (Viterbo) |

|                         |           |  |
| Carrera 25’ Turella 74’ | Marcatori |  |

| Arbitro: | Prati (Parma) |

|                                                 |           |               |
| Sirena 16’, 82’ Luppi 58’, 74’ Maddè 60’ (rig.) | Marcatori | 45’, 70’ Ghio |

| Arbitro: | Celli (Trieste) |

|                             |           |  |
| Savian 56’ (aut.) Rolfo 80’ | Marcatori |  |

| Arbitro: | Schena (Foggia) |

|                           |           |  |
| Sartori 62’ Pelliccia 64’ | Marcatori |  |

| Arbitro: | Gussoni (Tradate) |

|                   |           |  |
| Vivian 44’ (rig.) | Marcatori |  |

| Arbitro: | Levrero (Genova) |

|                 |           |                        |
| Dalle Vedove 5’ | Marcatori | 30’ Veschetti 75’ Ghio |

| Arbitro: | Menicucci (Firenze) |

|                             |           |            |
| Turella 15’ Bachlechner 70’ | Marcatori | 56’ Pruzzo |

| Arbitro: | Lazzaroni (Milano) |

|  |           |             |
|  | Marcatori | 76’ Turella |

| Novara 8 dicembre 1974 11ª giornata | Novara           | 0 – 0 | Catanzaro | Stadio Comunale\| Arbitro: \| Falasca (Chieti) \| |
| Arbitro:                            | Falasca (Chieti) |       |           |                                                   |

| Arbitro: | Moretto (San Donà di Piave) |

|             |           |             |
| Turella 67’ | Marcatori | 90’ Rizzati |

| Foggia 22 dicembre 1974 13ª giornata | Foggia            | 0 – 0 | Novara | Stadio Pino Zaccheria\| Arbitro: \| Bergamo (Livorno) \| |
| Arbitro:                             | Bergamo (Livorno) |       |        |                                                          |

| Novara 5 gennaio 1975 14ª giornata | Novara            | 0 – 0 | Palermo | Stadio Comunale\| Arbitro: \| Barboni (Firenze) \| |
| Arbitro:                           | Barboni (Firenze) |       |         |                                                    |

| Arbitro: | Ciulli (Roma) |

|              |           |  |
| Listanti 59’ | Marcatori |  |

| Arbitro: | Schena (Foggia) |

|  |           |                             |
|  | Marcatori | 2’ Turella 30’ (aut.) Botti |

| Arbitro: | V. Lattanzi (Roma) |

|                   |           |  |
| Vivian 65’ (rig.) | Marcatori |  |

| Arbitro: | R. Lattanzi (Roma) |

|                          |           |                      |
| Di Prete 6’ S. Villa 36’ | Marcatori | 58’ (aut.) V. Marini |

| Novara 9 febbraio 1975 19ª giornata | Novara                     | 0 – 0 | Perugia | Stadio Comunale\| Arbitro: \| Trinchieri (Reggio Emilia) \| |
| Arbitro:                            | Trinchieri (Reggio Emilia) |       |         |                                                             |

#### Girone di ritorno
| Novara 16 febbraio 1975 20ª giornata | Novara                      | 0 – 0 | Parma | Stadio Comunale\| Arbitro: \| Moretto (San Donà di Piave) \| |
| Arbitro:                             | Moretto (San Donà di Piave) |       |       |                                                              |

| Arbitro: | Picasso (Chiavari) |

|             |           |  |
| Pozzato 43’ | Marcatori |  |

| Arbitro: | Vannucchi (Bologna) |

|                                       |           |  |
| F. Chimenti 51’ (rig.) Castronaro 63’ | Marcatori |  |

| Arbitro: | Menegali (Roma) |

|               |           |  |
| Rolfo 7’, 43’ | Marcatori |  |

| Arbitro: | Barboni (Firenze) |

|           |           |  |
| Sacco 77’ | Marcatori |  |

| Arbitro: | Lapi (Firenze) |

|  |           |            |
|  | Marcatori | 7’ Pezzato |

| Arbitro: | Terpin (Trieste) |

|           |           |  |
| Lopez 49’ | Marcatori |  |

| Arbitro: | Mascali (Desenzano del Garda) |

|            |           |            |
| Vivian 21’ | Marcatori | 76’ Mazzia |

| Genova 13 aprile 1975 28ª giornata | Genoa           | 0 – 0 | Novara | Stadio Luigi Ferraris\| Arbitro: \| Mascia (Milano) \| |
| Arbitro:                           | Mascia (Milano) |       |        |                                                        |

| Arbitro: | Benedetti (Roma) |

|                        |           |                              |
| Vivian 12’, 80’ (rig.) | Marcatori | 38’ Chiarenza 60’, 66’ Marmo |

| Arbitro: | Gialluisi (Barletta) |

|              |           |  |
| Vignando 78’ | Marcatori |  |

| Arbitro: | Lanzetti (Viterbo) |

|                  |           |  |
| Mastropasqua 68’ | Marcatori |  |

| Novara 11 maggio 1975 32ª giornata | Novara           | 0 – 0 | Foggia | Stadio Comunale (2 000 spett.)\| Arbitro: \| Levrero (Genova) \| |
| Arbitro:                           | Levrero (Genova) |       |        |                                                                  |

| Arbitro: | Vannucchi (Bologna) |

|                    |           |           |
| Vanello 75’ (rig.) | Marcatori | 69’ Rolfo |

| Arbitro: | Lazzaroni (Milano) |

|            |           |               |
| Vivian 89’ | Marcatori | 27’ Jacomuzzi |

| Arbitro: | Menicucci (Firenze) |

|             |           |              |
| Delneri 57’ | Marcatori | 84’ Bertuzzo |

| Arbitro: | Panzino (Catanzaro) |

|  |           |                 |
|  | Marcatori | 11’ Bachlechner |

| Arbitro: | Casarin (Milano) |

|              |           |             |
| G. Galli 12’ | Marcatori | 3’ S. Villa |

| Arbitro: | Lanzetti (Viterbo) |

|                              |           |              |
| S. Pellizzaro 29’ Frosio 66’ | Marcatori | 74’ G. Galli |

### Coppa Italia

#### Primo turno
| Macerata 1º settembre 1974 2ª giornata | Ascoli             | 0 – 0 | Novara | Stadio Helvia Recina (7 000 spett.)\| Arbitro: \| R. Lattanzi (Roma) \| |
| Arbitro:                               | R. Lattanzi (Roma) |       |        |                                                                         |

| Arbitro: | Benedetti (Roma) |

|                           |           |  |
| Boninsegna 28’ Nicoli 85’ | Marcatori |  |

| Arbitro: | S. Marino (Taranto) |

|            |           |  |
| Delneri 2’ | Marcatori |  |

| Arbitro: | B. Marino (Genova) |

|                       |           |  |
| Cantarelli 54’ (aut.) | Marcatori |  |

## Statistiche

### Statistiche di squadra
| Competizione | Punti | In casa | In casa | In casa | In casa | In casa | In casa | In trasferta | In trasferta | In trasferta | In trasferta | In trasferta | In trasferta | Totale | Totale | Totale | Totale | Totale | Totale | DR |
| Competizione | Punti | G       | V       | N       | P       | Gf      | Gs      | G            | V            | N            | P            | Gf           | Gs           | G      | V      | N      | P      | Gf     | Gs     | DR |
| ------------ | ----- | ------- | ------- | ------- | ------- | ------- | ------- | ------------ | ------------ | ------------ | ------------ | ------------ | ------------ | ------ | ------ | ------ | ------ | ------ | ------ | -- |
| Serie B      | 35    | 19      | 6       | 11      | 2       | 18      | 11      | 19           | 4            | 4            | 11           | 12           | 22           | 38     | 10     | 15     | 13     | 30     | 33     | -3 |
| Coppa Italia |       | 2       | 2       | 0       | 0       | 2       | 0       | 2            | 0            | 1            | 1            | 0            | 2            | 4      | 2      | 1      | 1      | 2      | 2      | 0  |
| Totale       | -     | 21      | 8       | 11      | 2       | 20      | 11      | 21           | 4            | 5            | 12           | 12           | 24           | 42     | 12     | 16     | 14     | 32     | 35     | -3 |

### Statistiche dei giocatori
| Giocatore      | Serie B  | Serie B | Coppa Italia | Coppa Italia | Totale   | Totale |
| Giocatore      | Presenze | Reti    | Presenze     | Reti         | Presenze | Reti   |
| -------------- | -------- | ------- | ------------ | ------------ | -------- | ------ |
| G.C. Aliverti  | 6        | 0       | -            | -            | 6        | 0      |
| K. Bachlechner | 36       | 2       | 3            | 0            | 39       | 2      |
| E. Carlet      | 2        | 0       | -            | -            | 2        | 0      |
| F. Carrera     | 28       | 1       | 2            | 0            | 30       | 1      |
| T. Cavallari   | 5        | 0       | -            | -            | 5        | 0      |
| L. Delneri     | 33       | 1       | 4            | 1            | 37       | 2      |
| S. Ferrari     | 35       | 0       | 4            | 0            | 39       | 0      |
| G. Galli       | 9        | 2       | 3            | 0            | 12       | 2      |
| R. Gavinelli   | 15       | 0       | -            | -            | 15       | 0      |
| G.P. Ghio      | 32       | 4       | 4            | 0            | 36       | 4      |
| L. Giannini    | 20       | 0       | 3            | 0            | 23       | 0      |
| C. Nastasio    | -        | -       | 1            | 0            | 1        | 0      |
| G. Nasuelli    | 1        | -1      | -            | -            | 1        | -1     |
| U. Navarrini   | 18       | 0       | -            | -            | 18       | 0      |
| G. Paolillo    | 2        | 0       | -            | -            | 2        | 0      |
| G.N. Pinotti   | 38       | -32     | 4            | -2           | 42       | -34    |
| M. Riva        | 18       | 0       | 4            | 0            | 22       | 0      |
| O. Rolfo       | 24       | 4       | 4            | 0            | 28       | 4      |
| C. Turella     | 35       | 5       | 2            | 0            | 37       | 5      |
| G. Udovicich   | 29       | 0       | -            | -            | 29       | 0      |
| A. Veschetti   | 32       | 1       | 4            | 0            | 36       | 1      |
| A. Vivian      | 34       | 6       | 4            | 0            | 38       | 6      |
| B. Zanutto     | 2        | 0       | 2            | 0            | 4        | 0      |